# جو فوكس
جو فوكس (بالإنجليزية: Jo Fox)‏ هي مؤرخة إعلامية ‏ بريطانية، ولدت في 1973.